# 맘루크

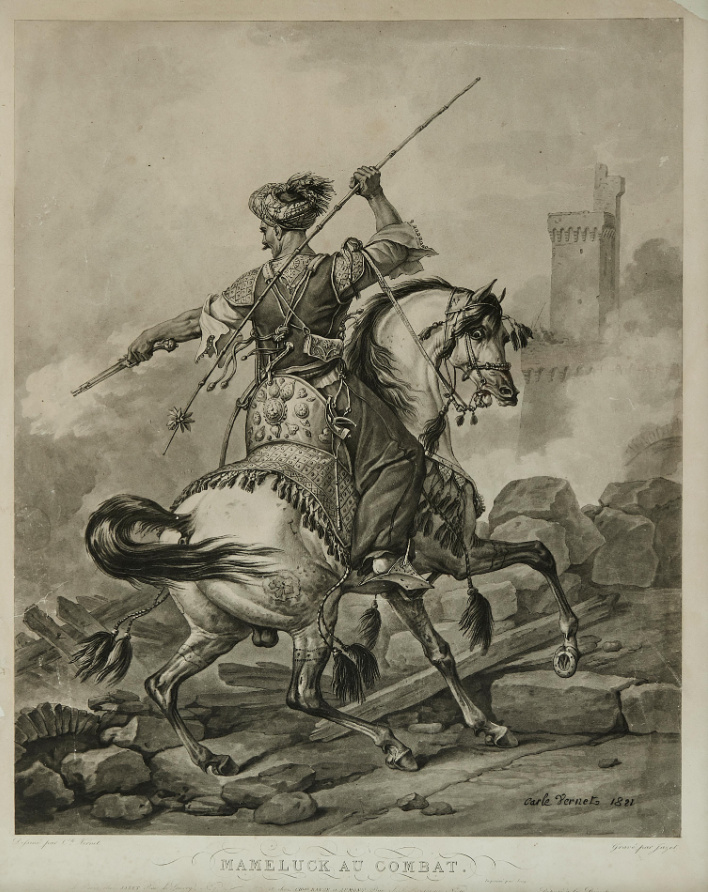
맘루크 기병, 1810년 작

맘루크(아랍어: مملوك)는 무슬림 노예 군인이나 노예 출신 지배자를 일컫는 말로, 9세기부터 19세기까지 존재했다. 아랍어로 소유된 자, 즉 피소유자라는 뜻이다. 이들은 주로 튀르크족, 러시아인, 체르케스인, 압하지야인, 조지아인, 발칸 출신으로 구성되었는데, 이중에서도 중앙아시아•남아시아 지역의 맘루크들은 맘루크와 비슷한 뜻인 굴람이라는 명칭으로 불렸다.
9세기 압바시아 왕조 8대 칼리파 무타씸(Mu'tasim, 833년-842년 재위)이 맘루크 제도를 도입하였다. 특수 훈련을 받은 중앙 아시아 출신의 투르크 노예로 근위대를 구성하였다(몽골리안 루트라는 어느 방송사의 다큐에 의하면-KBS에서 만든 다큐멘터리임-보통 연령은 10~13세 정도가 노예로 끌려왔다고 한다.). 그러나 세월이 흐르자, 이들 맘루크 집단은 당나라 후기의 절도사 세력이 정권을 휘둘렀던 것처럼, 서서히 칼리파의 선출과 폐위에 관여하기 시작하고, 난동, 암살, 매관, 매직 등 다양한 부정부패의 원인이 되기도 했다. 서서히 칼리파의 권위는 추락하고 실질적인 권력은 군 사령관에게 집중하게 되었다. 이로써 중앙 집권 체제가 약화되어 압바시아 왕조는 쇠퇴하기 시작하였으며, 지방에서는 군소 왕조들이 나타나기 시작하였다.
13세기 초, 킵차크가 서서히 쇠퇴하면서, 킵차크의 많은 젊은이들이 인근 국가에 용병으로 팔려나갔다. 아이유브 왕조를 세운 쿠르드 출신의 살라딘은 당시 십자군에 대항하기 위하여 많은 용병을 활용하였다. 특히 킵차크, 오우즈, 체르케스족 투르크 용병들은 대거로 모집되어 강력한 군대가 되었다.
1250년, 투르크 계와 투르크 화(化)된 카프카스 출신의 맘루크 용병 장군 이주틴 아이벡은 이집트 지역에서 정권을 탈취하여 아이유브 왕조를 멸망시키고 맘루크 왕조를 수립하기도 했다.
특히 시나이 반도에서의 아인잘루트 전투(1260년 9월 3일)의 승리를 통해 몽골 제국의 서쪽으로의 팽창을 저지하였다. 아인잘루트 전투에서 승리를 거두고 술탄이 된 바이바르스는 투르크 출신으로 알려져 있으며, 실질적으로 맘루크 왕조를 건설한 것으로 알려졌다. 특히 그는 압바스 왕조의 칼리프를 무력화하기도 하였다. 투르크 출신의 맘루크는 체르케스 맘루크가 등장할 때까지 이집트에 투르크 문화를 전파하였다.
16세기부터는 오스만 투르크에 맞서 독립 투쟁을 벌이다 쇠퇴를 맞이했지만, 특유의 용맹함으로 이집트 원정에 나선 나폴레옹을 감탄시켜 소수가 황제 근위대 소속 기병대에 편입되었다.
1808년 5월의 마드리드 봉기는 이들의 모습에서 무어인 정복자들의 악몽을 떠올린 스페인 민중들에 의해 더욱 격화된 바 있는데 프란시스코 고야의 그림 <맘루크의 돌격>에도 묘사된 이들은 이 비극적인 사건의 야만성을 대표하는 상징 가운데 하나가 되었다.

## 같이 보기
- 예니체리
- 사칼리바
- 이집트 술탄